# Sarcophyton birkelandi
Sarcophyton birkelandi är en korallart som beskrevs av Verseveldt 1978. Sarcophyton birkelandi ingår i släktet Sarcophyton och familjen läderkoraller. Inga underarter finns listade i Catalogue of Life.